# Jorge Olguín
Jorge Mario Olguín (født 17. maj 1952 i Dolores, Argentina) er en tidligere argentinsk fodboldspiller, der som back på Argentinas landshold var med til at vinde guld ved VM i 1978 på hjemmebane. Han deltog også ved VM i 1982.
På klubplan repræsenterede Olguín henholdsvis San Lorenzo, Independiente og Argentinos Juniors, alle i hjemlandet. Med alle tre klubber var han med til at vinde det argentinske mesterskab, og med Argentinos Juniors blev det også til sejr i Copa Libertadores og Copa Interamericana.

## Titler
Primera División de Argentina
- 1972 (Metropolitano), 1972 (Nacional) og 1974 (Nacional) med San Lorenzo
- 1983 (Metropolitano) med Independiente
- 1984 (Metropolitano) og 1985 (Nacional) med Argentinos Juniors

Copa Libertadores
- 1985 med Argentinos Juniors

Copa Interamericana
- 1986 med Argentinos Juniors

VM
- 1978 med Argentina